# Quentin Hubbard
Quentin Hubbard (* 6. Januar 1954; † 12. November 1976 in Las Vegas, Vereinigte Staaten) war der Sohn des Scientology-Gründers L. Ron Hubbard und dessen dritter Frau, Mary Sue. Hubbard sen. hatte ihn zu seinem Nachfolger in der Scientology-Organisation bestimmt, Quentin widersetzte sich dem und verübte im Alter von 22 Jahren Selbstmord.

## Biographie
Quentin Hubbard wuchs zunächst in den USA und ab 1959 in England auf.
Als sich L. Ron Hubbard jr., der Sohn aus der ersten Ehe von L. Ron Hubbard, von seinem Vater und Scientology lossagte, bestimmte der Vater Quentin als seinen Nachfolger an der Spitze der Scientology-Organisation. Ab seinem dreizehnten Lebensjahr war er nicht nur Mitglied der Sea Org, sondern wurde im Laufe der nächsten Jahre zu einem der am höchsten ausgebildeten Scientology-Mitarbeiter, einem sogenannten Klasse-XII-Auditor, von denen es weltweit nur eine Handvoll gab. Als Vierzehnjähriger war er einer der Ersten, die in den zentralen OT-III-Xenu-Mythos von Scientology eingeweiht wurden.
Quentin fügte sich den Plänen seines Vaters nicht und wollte zunächst Pilot werden. Er versuchte mehrmals, von Scientology-Schiffen zu flüchten. 1974 eröffnete er seinem Vater, dass er Tänzer werden wolle. Kurze Zeit danach unternahm er einen ersten Selbstmordversuch, den er überlebte. Er wurde in das Rehabilitation Project Force (RPF) verbracht, einer Art Umerziehungslager von Scientology, wo er unter anderem Isolationshaft durchlebte.
1975 verlegte die Sea Org ihre Unternehmungen an Land, unter anderem nach Clearwater, Florida und in die Umgebung von Los Angeles. Quentin Hubbard war in diverse Aktivitäten eingebunden, aber immer öfter verschwunden, ohne dass jemand wusste, wo er war. Drei Wochen vor seinem Tod fuhr Quentin nach Nevada, um sich in Las Vegas für eine Pilotenausbildung zu bewerben.
Die Polizei fand Quentin Hubbard am 28. Oktober 1976 in der Nähe von Las Vegas nackt bewusstlos liegend in seinem Auto, das am Ende des Rollfeldes des McCarren-Flughafens abgestellt worden war. Ein Schlauch ging von seinem Auspuff durch das Seitenfenster ins Wageninnere. Die Nummernschilder seines Autos waren entfernt worden. Da er keine Ausweispapiere bei sich hatte, wurde er als „John Doe“ in ein Krankenhaus gebracht, wo er nach zwei Wochen starb, ohne das Bewusstsein wiedererlangt zu haben. Anhand der Fahrgestellnummer und eines Abgasstickers konnte die Polizei den Toten schließlich als Quentin Hubbard identifizieren. Die fehlenden Ausweispapiere von Quentin fanden sich später unter einem Felsen in der Nähe des Unfallortes.